# Callum Wilson
Callum Eddie Graham Wilson (ur. 27 lutego 1992 w Coventry) – angielski piłkarz występujący na pozycji napastnika w angielskim klubie Newcastle United oraz w reprezentacji Anglii. Uczestnik Mistrzostw Świata 2022.
Karierę rozpoczynał w Coventry City, z którego był dwukrotnie wypożyczany, do Kettering Town oraz Tamworth. W 2014 przeniósł się do Bournemouth, z którym w pierwszym sezonie zdobył Championship. Od 2020 jest zawodnikiem Newcastle United.

## Kariera klubowa

### Coventry City
12 sierpnia 2009 zadebiutował w seniorskiej drużynie Coventry City w wygranym 1:0 meczu z Hartlepool United. W lidze zadebiutował 28 grudnia 2010, rozgrywając mecz z Queens Park Rangers (0:2).
Później został wypożyczony na przełomie 2010 na miesiąc do Kettering Town, które ówcześnie występowało w Conference Premier. Wypożyczenie zostało przedłużone o kolejne trzy miesiące i w kwietniu 2011 wrócił do Coventry. Podczas gry dla Kettering Town rozegrał 17 meczów, w których strzelił jedną bramkę.
29 grudnia 2011 udał się na kolejne wypożyczenie, do Tamworth. Zagrał dla klubu w trzech meczach, strzelając jednego gola. W trzecim meczu doznał kontuzji, która wykluczyła go z gry do końca sezonu.
Pierwszą bramkę dla Coventry strzelił 12 marca 2013 w meczu przeciwko Colchester United. Była to jego jedyna bramka w sezonie 2012/2013, podczas którego rozegrał 12 spotkań.
3 sierpnia 2013 rozegrał pierwszy mecz sezonu 2013/2014 w którym zdobył gola, a Coventry City przegrało 3:2 z Crawley Town. 31 października podpisał nowy kontrakt, przedłużając umowę do 2015. Pomimo słabego 18. miejsca zespołu w tabeli ligowej, Wilson zdobył 21 goli w League One, zajmując 3. pozycją w klasyfikacji króla strzelców.

### Bournemouth
4 czerwca 2014 przeniósł się do Bournemouth, podpisując czteroletni kontrakt. W nowym klubie zadebiutował 9 sierpnia w wygranym 4:0 meczu z Huddersfield Town, w którym udało mu się zdobyć dwie bramki. 27 kwietnia 2015 zdobył gola w wygranym 3:0 meczu przeciwko Bolton Wandereres, dzięki któremu Bournemouth wywalczyło pierwszy awans w historii do Premier League. W pierwszym sezonie Wilsonowi udało się zdobyć 23 gole, w tym 20 w lidze.
W najwyższej klasie rozgrywkowej zadebiutował 8 sierpnia 2015 w meczu przeciwko Aston Villi (0:1). Już w trzecim występie strzelił hat-tricka w wygranym 4:3 spotkaniu z West Ham United. Jednak 26 września, podczas meczu ze Stoke City, Wilson zerwał więzadła krzyżowe w prawym kolanie, co wykluczyło go z gry na 6 miesięcy. Do gry powrócił 9 kwietnia 2016, rozgrywając mecz z Aston Villą.
1 lipca 2016, pomimo ominięcia większej części sezonu 2015/2016, Wilson podpisał z klubem nowy kontrakt, przedłużając go do 2020. 1 lutego 2017 podczas sesji treningowej ponownie doznał kontuzji zerwania więzadła krzyżowego, które dotknęło jego lewe kolano. Tym samym został wykluczony z gry do końca sezonu.
Pierwszy mecz po powrocie rozegrał 28 października, występując w przegranym 1:0 starciu przeciwko Chelsea. 18 listopada zdobył trzy bramki w wygranym 4:0 meczu z Huddersfield. Łącznie w sezonie rozegrał 31 meczów, w których zdobył 9 goli.
Nowy sezon rozpoczął od zdobycia gola w wygranym 2:0 meczu z Cardiff City. 27 kwietnia 2019 zdobyła dwa gole w meczu z Southampton. W sezonie 2018/2019 w Premier League zdobył 14 goli, rozgrywając 30 spotkań. W czerwcu 2019 przedłużył swój kontrakt z klubem do 2023. Po sezonie 2019/2020 zdecydował się opuścić Bournemouth, które spadło z Premier League.

### Newcastle United
7 września 2020 podpisał czteroletni kontrakt z Newcastle United, które kupiło go za 22 milionów euro. W nowym klubie zadebiutował już 12 września w meczu z West Ham United (2:0), w którym strzelił także swoją pierwszą bramkę dla Newcastle. 30 stycznia zdobył swojego 50. gola w Premier League, trafiając przeciwko Everton. Z powodu kontuzji łydki pauzował przez znaczną część sezonu 2021/2022 rozgrywając 18 meczów, w których zdobył 8 bramek.
W sezonie 2022/2023 w lidze zagrał w 31 spotkaniach, notując 18 trafień. Tym samym uplasował się na 5. pozycji w klasyfikacji najlepszych strzelców ówczesnego sezonu. 15 sierpnia 2023 przedłużył kontrakt z klubem do 2025.

## Sukcesy

### Bournemouth
- Mistrzostwo Championship: 2014/2015

### Wyróżnienia
- Piłkarz sezonu w Coventry City: 2013/2014[33]
- Piłkarz sezonu w Newcastle United: 2020/2021[34]
- Piłkarz miesiąca Championship: Październik 2014[35]